# Eutelornis patagonicus
Eutelornis patagonicus — вид викопних птахів. Вид мешкав у міоцені у Південній Америці на території Патагонії.